# Complementariedad (biología molecular)

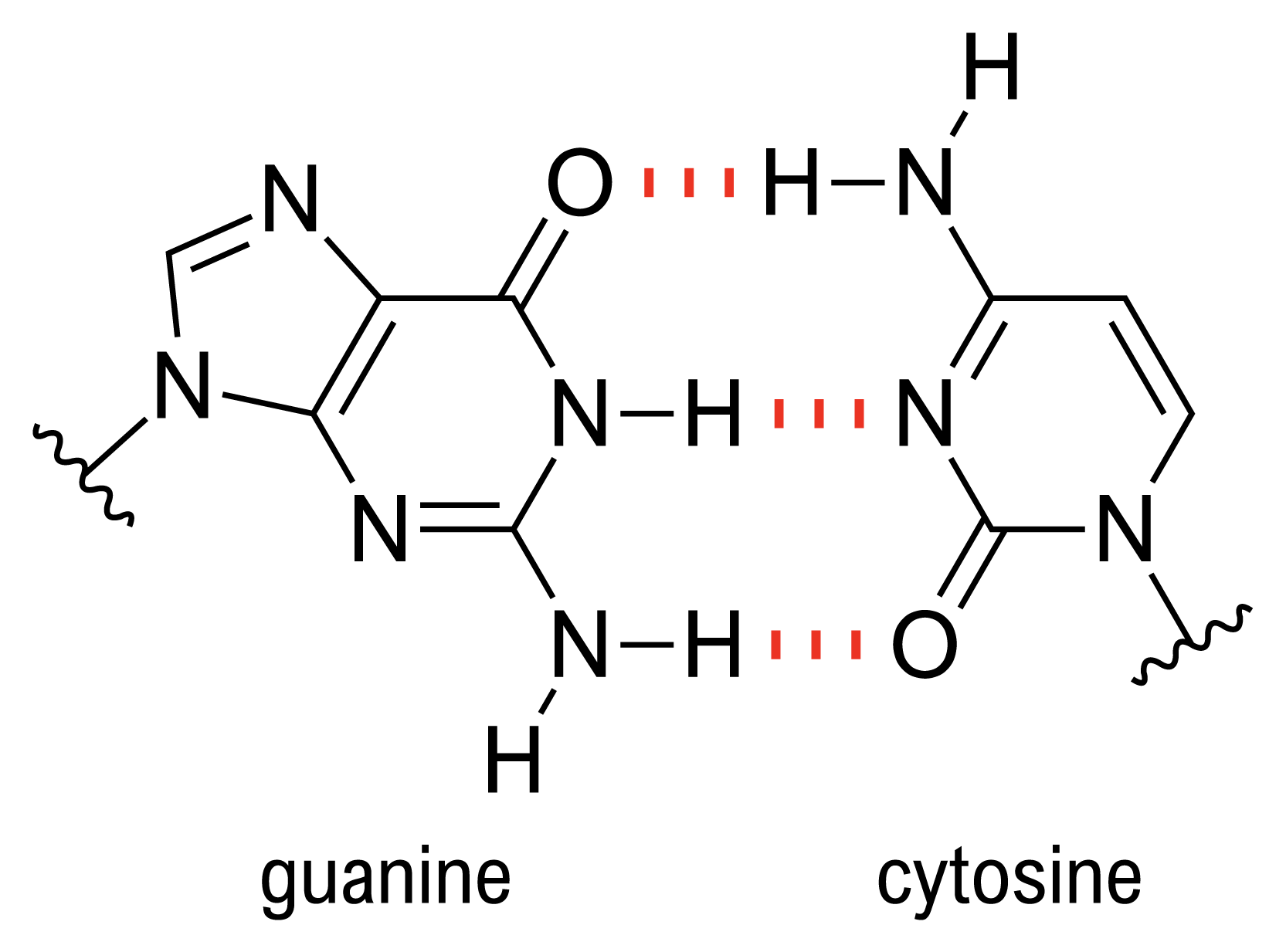
Emparejamiento entre dos bases de ADN (guanina y citosina) que muestran enlaces de hidrógeno (líneas discontinuas) que los mantienen unidos

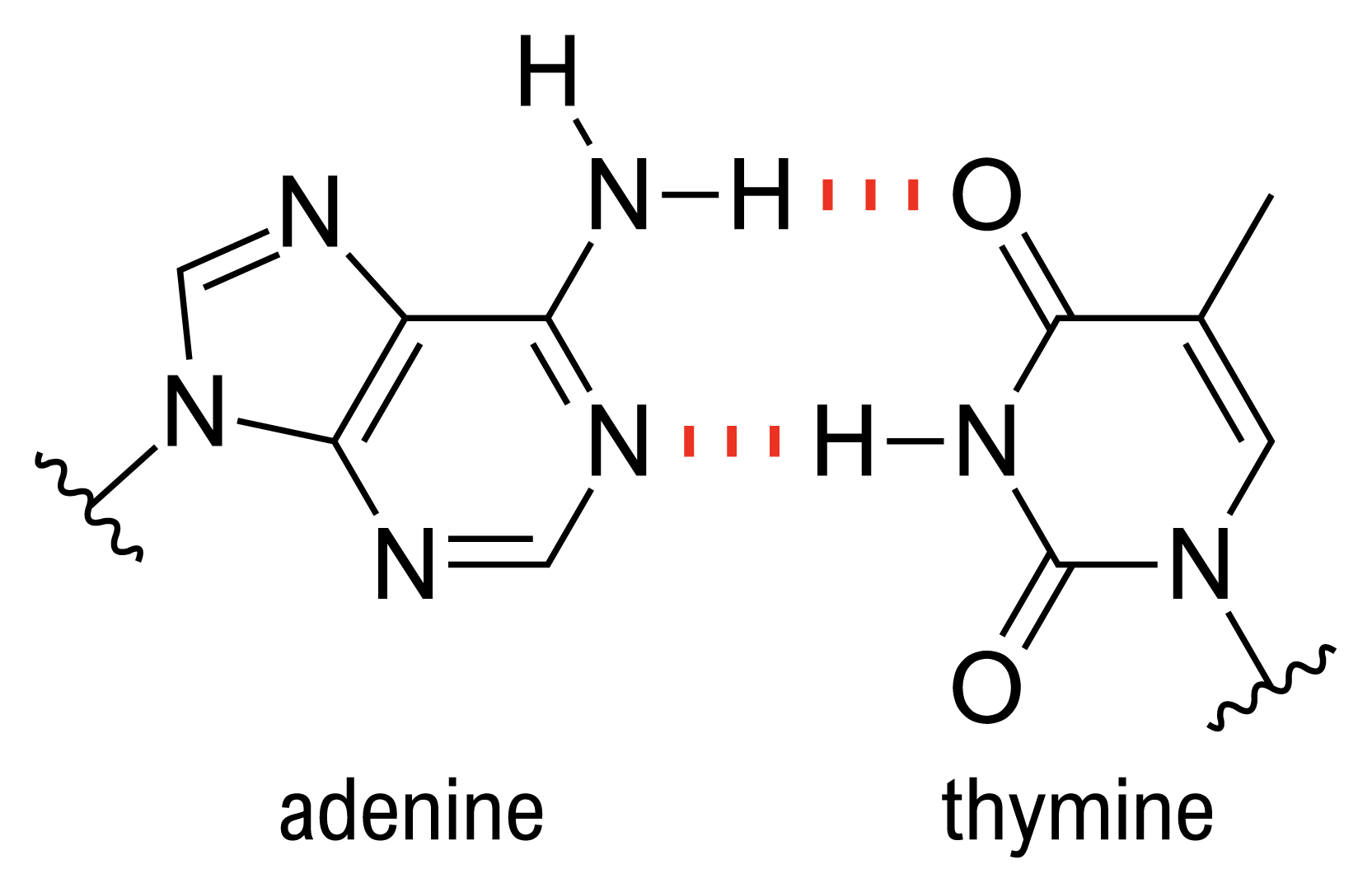
Emparejamiento entre dos bases de ADN (adenina y timina) que muestran enlaces de hidrógeno (líneas discontinuas) que los mantienen unidos

En biología molecular, la complementariedad describe una relación entre dos estructuras cada una siguiendo el principio de bloqueo y clave. En la naturaleza, la complementariedad es el principio básico de la replicación y transcripción del ADN, ya que es una propiedad compartida entre dos secuencias de ADN o ARN, de manera que cuando están alineadas antiparalelas entre sí, las bases de nucleótidos en cada posición de las secuencias serán complementarias, Como mirar en el espejo y ver el revés de las cosas. Este emparejamiento de base complementario permite a las células copiar información de una generación a otra e incluso encontrar y reparar daños a la información almacenada en las secuencias. El grado de complementariedad entre dos cadenas de ácido nucleico puede variar, desde la complementariedad completa (cada nucleótido es a través de su opuesto) hasta no complementariedad (cada nucleótido no es a través de su opuesto) y determina la estabilidad de las secuencias para estar juntos. Además, varias funciones de reparación del ADN, así como funciones reguladoras, se basan en la complementariedad de pares de bases. En biotecnología, el principio de complementariedad de pares de bases permite la generación de híbridos de ADN entre ARN y ADN, y abre la puerta a herramientas modernas como las bibliotecas de ADNc. Aunque la mayor parte de la complementariedad se ve entre dos cadenas separadas de ADN o ARN, también es posible que una secuencia tenga complementariedad interna resultando en la secuencia uniéndose a sí misma en una configuración plegada.

## Complementariedad de pares de bases de ADN y ARN

Complementariedad entre dos cadenas antiparalelas de ADN. El filamento superior va de izquierda a derecha y el filamento inferior va de la derecha a la izquierda alineándolos.

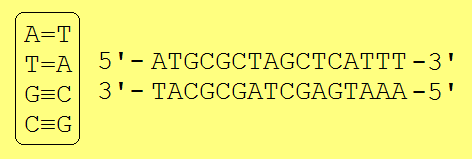
Izquierda: los pares de bases de nucleótidos que se pueden formar en ADN de doble hebra. Entre A y T hay dos enlaces de hidrógeno, mientras que hay tres entre C y G. Derecha: dos cadenas complementarias de ADN.

| Ácido nucleico | Nucleobases                                     | La base complementa |
| ADN            | Adenina(A), timina(T), guanina(G), citosina(C)  | A=T, G≡C            |
| ARN            | Adenina(A), uracilo(U), guanina(G), citosina(C) | A=U, G≡C            |

## Autocomplementariedad y bucles de horquilla

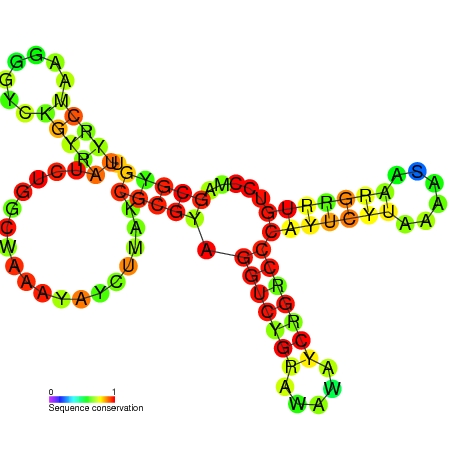
Una secuencia de ARN mostrando horquillas (extrema derecha y superior izquierda), y bucles internos (estructura inferior izquierda)

Una secuencia de ARN que tiene complementariedad interna que da como resultado que se pliegue en una horquilla

La autocomplementariedad se refiere al hecho de que una secuencia de ADN o ARN puede plegarse sobre sí misma, creando una estructura de doble hebra. Dependiendo de lo cerca que estén las partes de la secuencia que son auto-complementarias, la hebra puede formar bucles horquilla, uniones, protuberancias o bucles internos. Es más probable que el ARN forme este tipo de estructuras debido a la unión de pares de bases no observada en el ADN, como la unión de guanina con uracilo.

## Bioinformática
La complementariedad permite que la información contenida en el ADN o el ARN se almacene en una sola hebra. La cadena complementaria se puede determinar a partir de la plantilla y viceversa como en las bibliotecas de cDNA. Esto también permite el análisis, como la comparación de las secuencias de dos especies diferentes. Las abreviaturas se han desarrollado para escribir secuencias cuando hay desajustes (códigos de ambigüedad) o para acelerar la lectura de la secuencia opuesta en el complemento (ambigramas).

### Ambigramas
Se pueden usar caracteres específicos para crear una notación de ácido nucleico (ambigráfico) adecuada para bases complementarias (es decir, guanina = b, citosina = q, adenina = n, y timina = u), lo que hace posible complementar secuencias completas de ADN simplemente Girando el texto "al revés". Por ejemplo, con el alfabeto anterior, buqn (GTCA) se leería como ubnq (TGAC, complemento inverso) si se pone al revés.
qqubqnnquunbbqnbb
bbnqbuubnnuqqbuqq
Las notaciones ambigráficas visualizan fácilmente tramos de ácidos nucleicos complementarios tales como secuencias palindrómicas. Esta característica se mejora cuando se utilizan fuentes o símbolos personalizados en lugar de caracteres ASCII o incluso Unicode comunes.

Formación y función de miRNAs en una célula